# Royal College of Veterinary Surgeons
Das Royal College of Veterinary Surgeons (RCVS) ist eine britische tiermedizinische Vereinigung mit Sitz in London. Sie hat sich zum Ziel gesetzt, die Gesellschaft durch die Verbesserung von Tiergesundheit und -wohlergehen zu stärken. Dafür werden Ausbildungsstandards sowie klinische und ethische Standards für Tierärzte und für andere tiermedizinische Fachkräfte erarbeitet und weiterentwickelt. Das Royal College of Veterinary Surgeons wurde 1844 durch ein Royal Charter gebildet. Jeder im Vereinigten Königreich tätige Tierarzt muss sich beim RCVS registrieren. Die Statuten wurden im Veterinary Surgeons Act 1966 festgelegt. Die gegenwärtige Präsidentin ist Melissa Donald.
Für besondere Leistungen vergibt das RCVS eine Reihe von Auszeichnungen. Die höchste ist die Queen’s Medal, welche 2013 mit Erlaubnis von Elisabeth II. eingeführt wurde.